# أوسكار غونزاليس موران
أوسكار غونزاليس موران (بالإسبانية: Oscar González Morán)‏ هو سياسي مكسيكي، ولد في 23 فبراير 1967 في ولاية مكسيكو في المكسيك. حزبياً، نشط في حزب العمل الوطني. وقد انتخب عضو مجلس النواب المكسيك.